# Imagine Peace Tower

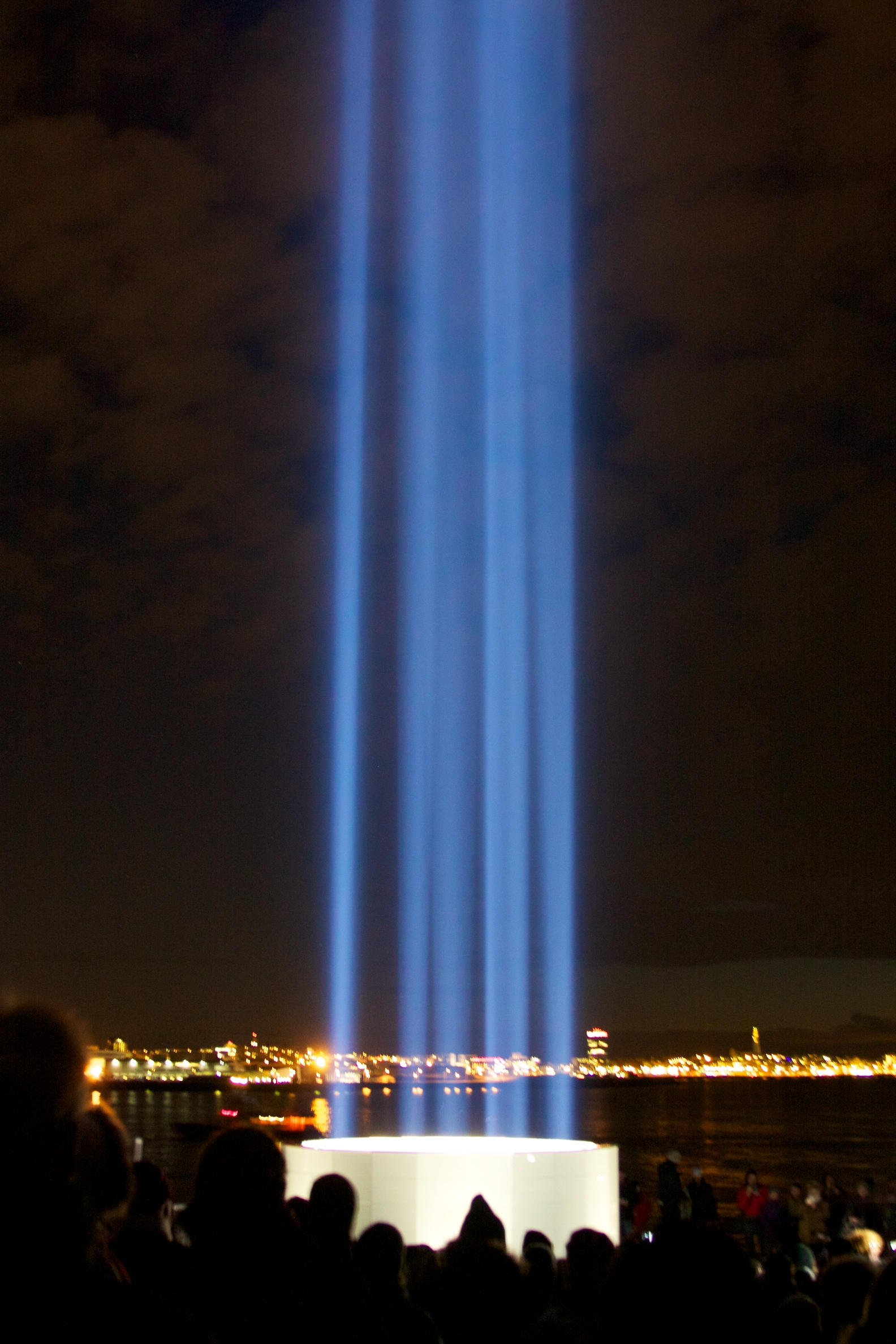
L'illuminazione della Torre della Pace.

L'Imagine Peace Tower (in islandese Friðarsúlan [ˈfrɪːðarˌsuːlan], "la colonna della pace") è un monumento commemorativo dedicato a John Lennon da parte della sua vedova Yoko Ono. È situato sull'isola di Viðey nella baia di Kollafjörður vicino a Reykjavík, in Islanda. Installato nel 2007, consiste in un'alta torre di luce proiettata da un pozzo di pietra bianca su cui sono incise le parole "Immagina la pace" in 24 lingue, un riferimento sia alla campagna per la pace di Lennon, sia alla sua canzone "Imagine".

## Descrizione
La Torre è composta da un pozzo largo 10 metri dove al suo interno sono presenti 15 proiettori dotati di prismi che riflettono la colonna di luce verso il cielo. Il fascio luminoso arriva e può spingersi oltre le nuvole. In una notte limpida pare raggiungere un'altitudine di almeno 4.000 metri. Le luci consumano circa 75 kW e l'energia è fornita dalle fonti geotermiche islandesi.
Sotto la torre sono sepolti oltre 1 milione di desideri raccolti da Ono nel corso degli anni per un altro progetto, Wish Trees. Si è deciso di realizzarla in Islanda per la sua bellezza e per l'uso di energia geotermica.

## Costruzione
La costruzione della torre è iniziata il 10 ottobre 2007, nel giorno che sarebbe stato il 66º compleanno di Lennon ed è stata ufficialmente inaugurata esattamente un anno dopo, nel 2006. La cerimonia è stata trasmessa a livello internazionale a numerose reti televisive. Erano presenti con Ono il figlio Sean Lennon, il compagno di band Ringo Starr, Olivia Harrison, vedova di George Harrison, e il figlio di Olivia Dhani Harrison. Paul McCartney è stato invitato, ma non ha potuto partecipare a causa di un caso giudiziario. Ono ha detto il giorno dell'inaugurazione che la torre era la cosa migliore che lei e John avessero mai fatto.

## Funzionamento
La torre è illuminata ogni anno dal 9 ottobre, compleanno di Lennon, all'8 dicembre, data in cui è stato ucciso; dal 31 dicembre al 6 gennaio (periodo del Capodanno islandese ed Epifania) e per una settimana intorno all'equinozio di primavera.
Il 9 ottobre 2021 il monumento è stato acceso per la quindicesima volta in occasione del compleanno di John Lennon. Il monumento è stato riacceso il 24 febbraio 2022, con Ono che ha affermato che l'illuminazione fuori stagione era "per mostrare solidarietà con l'Ucraina e sottolineare l'appello alla pace".